# Battaglia di Shaiba
La battaglia di Shaiba, combattuta nell'ambito della prima guerra mondiale fra le truppe dell'Impero ottomano e quelle dell'Impero britannico nell'aprile 1915, fu il vano tentativo ottomano di riconquistare la città di Bassora, persa contro i britannici cinque mesi prima.

## Storia
Dopo aver occupato Bassora nel novembre 1914, le forze britanniche provvidero a rafforzare le loro posizioni attorno a quell'importante nodo di comunicazioni e centro industriale.
L'Impero ottomano, d'altro canto, volendo spingere i Britannici fuori dalla Mesopotamia, progettò un piano per la riconquista della città.
Le truppe ottomane al comando di Süleyman Askerî erano composte da circa 4 000 soldati regolari e da una forza stimabile in circa 14 000 irregolari arabi e curdi.
Nonostante le stagionali esondazioni dei fiumi avessero trasformato l'area tra Bassora e Shaiba in un acquitrino, Askerî scelse di attaccare i britannici proprio a Shaiba, a sud-ovest di Bassora, avvalendosi di imbarcazioni per lo spostamento, peraltro difficoltoso, delle sue truppe. Il campo fortificato di Shaiba, protetto da fossato e filo spinato, era presidiato da circa 7 000 soldati dell'Impero britannico comandati dal maggior generale Charles Melliss.
Alle 05.00 del 12 aprile 1915 gli ottomani iniziarono il bombardamento che si protrasse fino al tramonto quando fu tentato un assalto attraverso i varchi aperti nel filo spinato; tuttavia le truppe ottomane furono respinte e dovettero raggiungere il vicino bosco di Barjisiyeh per riorganizzarsi. In quella stessa giornata una forza di regolari e irregolari ottomani tentò di oltrepassare Shaiba e raggiungere Bassora; tuttavia i britannici notarono la manovra e inviarono il 7th Hariana Lancers e il 104th Wellesley's Rifles per contrastarla; ma non vi riuscirono. Il generale Melliss decise allora di muovere il 2º battaglione del Dorset Regiment e il 24th Punjabis, che riuscirono dove gli altri due reggimenti avevano fallito, mettendo in fuga gli irregolari arabi e facendo quattrocento prigionieri. Dopo questa azione gli irregolari al seguito di Askerî si dispersero mentre il resto della forza ottomana fece ritorno al bosco di Barjisiyeh. Fu qui che esso venne sorpreso all'indomani dai Britannici, usciti dal forte per cercare lo scontro guidati personalmente da Melliss.
I combattimenti ebbero una grande intensità e durarono per la gran parte della giornata finché, verso le 17:00, l'impeto britannico si esaurì del tutto a causa del nutrito fuoco ottomano. La situazione fu sbloccata da un ultimo attacco alla baionetta del 2º Dorset e del 24th Punjabis, che riuscirono a sopraffare i soldati ottomani mettendoli in rotta. Melliss, con gli uomini stremati e la cavalleria smontata per dar man forte alla fanteria, preferì non inseguire il nemico. Askerî si suicidò.
La battaglia di Shaiba fu l'ultima minaccia ottomana alla città di Bassora; infatti dopo lo scontro l'iniziativa passò quasi del tutto ai Britannici. Essa fu anche la svolta che indusse gli arabi a riconsiderare il loro appoggio all'Impero ottomano: di lì a poco rivolte scoppiarono a Najaf e a Kerbela.
Alla memoria del maggiore George Wheeler del 7th Hariana Lancers venne concessa la Victoria Cross, massima onorificenza britannica.